# Kikkija
Kikkija (akkadsky Ki-ik-ki-a) byl vládce Aššúru v průběhu 23. století př. n. l. Jméno Kikkija není akkadského původu, ale má churritské kořeny. Z toho se usuzuje, že Kikkija byl churritského či amoritského původu.
Jeho jméno se kromě Seznamu asyrských králů vyskytuje taktéž v nápisu z doby vlády Aššur-rém-nišéšua, podle kterého nechal Kikkija zbudovat městské hradby města Aššur.